# 圣科隆布 (夏朗德省)
圣科隆布（法語：Sainte-Colombe，法語發音：[sɛ̃t kɔlɔ̃b] ⓘ）是法国夏朗德省的一个旧市镇，位于该省中北部，属于孔福朗区。2018年1月1日，圣科隆布和相邻的另外2个市镇合并为新市镇瓦勒德博尼约尔（Val-de-Bonnieure）。

## 地理
圣科隆布（45°50'0"N, 0°19'8"E）面积6.5 平方千米，位于法国新阿基坦大区夏朗德省，该省份为法国西部内陆省份，北起德塞夫勒省和维埃纳省，东临上维埃纳省，东南至多尔多涅省，南至多爾多涅省，西接滨海夏朗德省。
与圣科隆布接壤的市镇（或旧市镇、城区）包括：莱潘、拉罗谢特、博尼约尔河畔圣阿芒、圣昂若、圣马里。

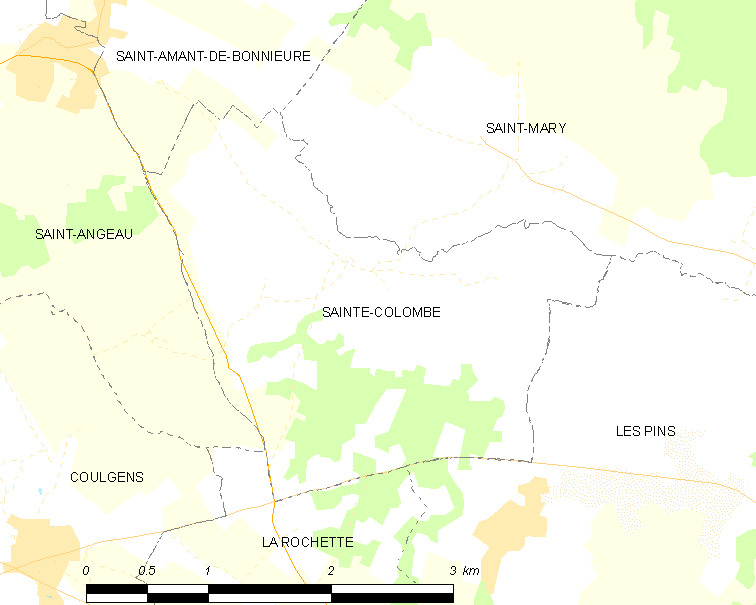
的OSM定位图

圣科隆布的时区为UTC+01:00、UTC+02:00（夏令时）。

## 行政
圣科隆布的邮政编码为16230，INSEE市镇编码为16309。

## 政治
圣科隆布所属的省级选区为布瓦克斯-芒卢瓦县。

## 人口

1962-2008年间人口变化图示

圣科隆布于2017年1月1日时的人口数量为198人。